# Luperkálie

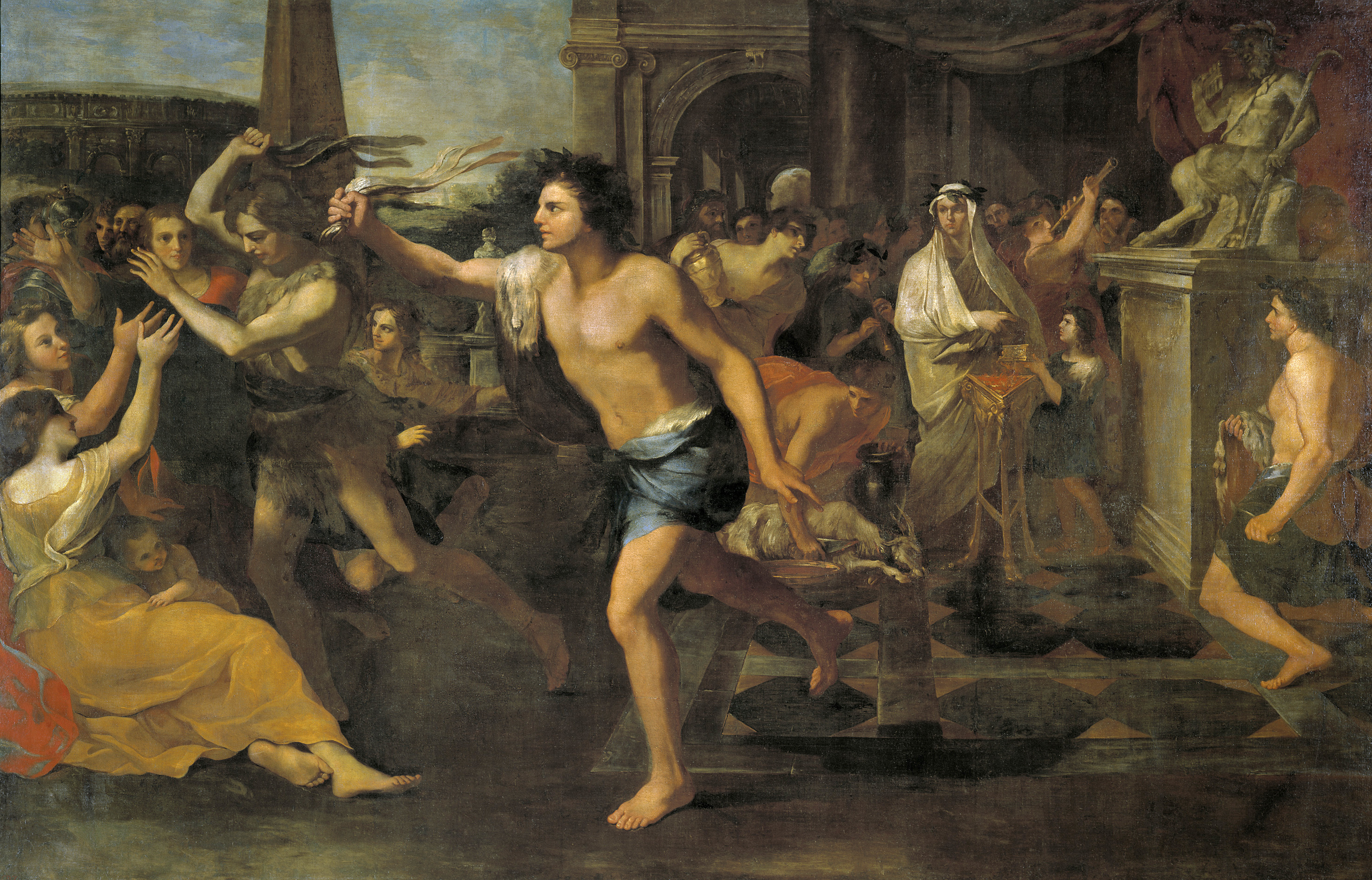
Průběh luperkálií na obraze italského barokního malíře Andrea Camasseie

Luperkálie (latinsky Lupercalia) či februa byly ve starověkém římském náboženství svátky spojené s pastevectvím, plodností a rituální očistou, konaly se 15. února. Původ svátků je nejasný, ale nejspíše souvisí se slovem lupus („vlk“). Byly zasvěceny bohu Lupercovi, který však mohl být uměle odvozen od jména svátků. Obřad nakrátko zanikl během občanských válek na sklonku Římské republiky, byl však obnoven Augustem. Definitivně zanikl až v křesťanské době, dlouho však pro svou velkou oblibu přežíval a v roce 494 byl nahrazen svátkem Očisty Panny Marie.
Při Luperkáliích se lidé shromažďovali u palatinské jeskyně Lupercal, kde měla vlčice kojit Romula a Rema. Zde kněží zvaní luperci obětovali kozy a psa za účasti flamena dialis. Poté byla čela dvou mladých mužů z urozených rodin pomazána nožem krví z obětovaných zvířat. Luperci si oblékli zvířecí kůže, z jejichž zbytků nařezali řemínky a s těmi obíhali okolo Palatinu a šlehali jimi kolemjdoucí do rukou, především ženy, které se jim samy stavěly do cesty, jelikož jim to mělo zajistit plodnost. Svátek, především pod jménem februa, měl také svůj očistný aspekt. Běh okolo Palatinu měl vytvořit ochranný kruh chránící dobytek před vlky. Jako lupercus se v roce 44. př. n. l. účastnil této slavnosti i Marcus Antonius, který při této příležitosti nabídl Caesarovi královský diadém, ten však odmítl.
Luperkálie byly zasvěceny bohu Lupercovi, jeho původ je však nejistý. Starověkými autory byl ztotožňován s Faunem a Inuuem a ti zase s řeckým Panem. Podle Roye a Lesley Atkinsových mohl být uměle vytvořen až za Augustovy vlády v 1. století. Podle Bořka Neškudly šlo o staré italické božstvo s kultem na Palatinu. V římské mytologii byla také známa Luperca, zbožštěná vlčice, která kojila Romula a Rema, ztotožňovaná s Accou Larentií, a legendární postava Valerie Lupercy.